# Cangkiran
Cangkiran is een bestuurslaag in het regentschap Semarang van de provincie Midden-Java, Indonesië. Cangkiran telt 2631 inwoners (volkstelling 2010).